# 圣托梅-德萨瓦尔科斯
圣托梅-德萨瓦尔科斯是西班牙卡斯蒂利亚-莱昂阿维拉省的一个市镇。总面积8平方公里，总人口106人（2001年），人口密度13人/平方公里。